# Hornkräuter
Hornkräuter (Cerastium) bilden eine Pflanzengattung innerhalb der Familie der Nelkengewächse (Caryophyllaceae). Die etwa 100 Arten sind fast weltweit verbreitet und kommen hauptsächlich in den gemäßigten bis kühlen Gebieten der Nordhalbkugel vor.

## Beschreibung

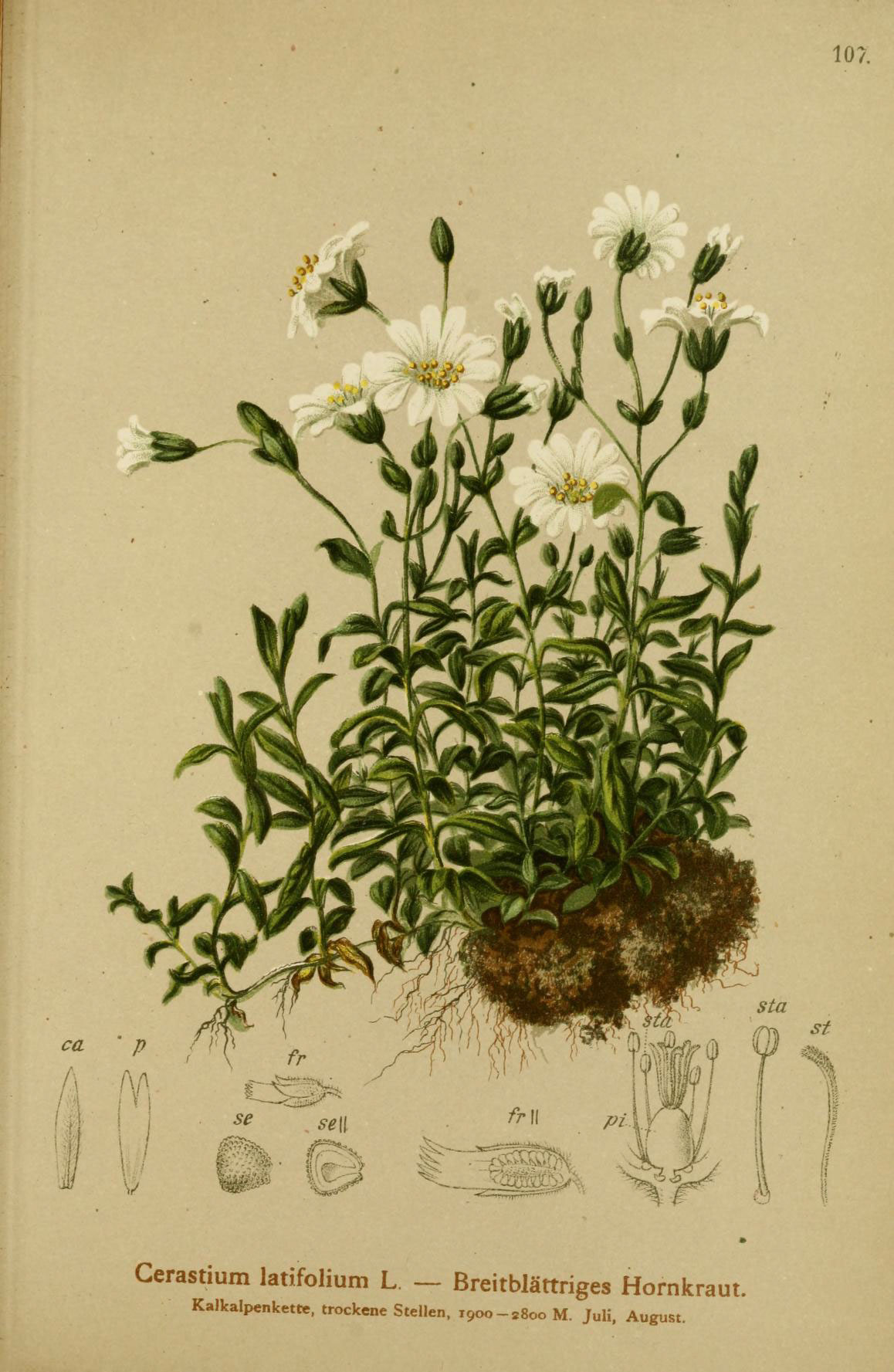
Illustration des Breitblättrigen Hornkraut (Cerastium latifolium) aus Atlas der Alpenflora, Tafel 107

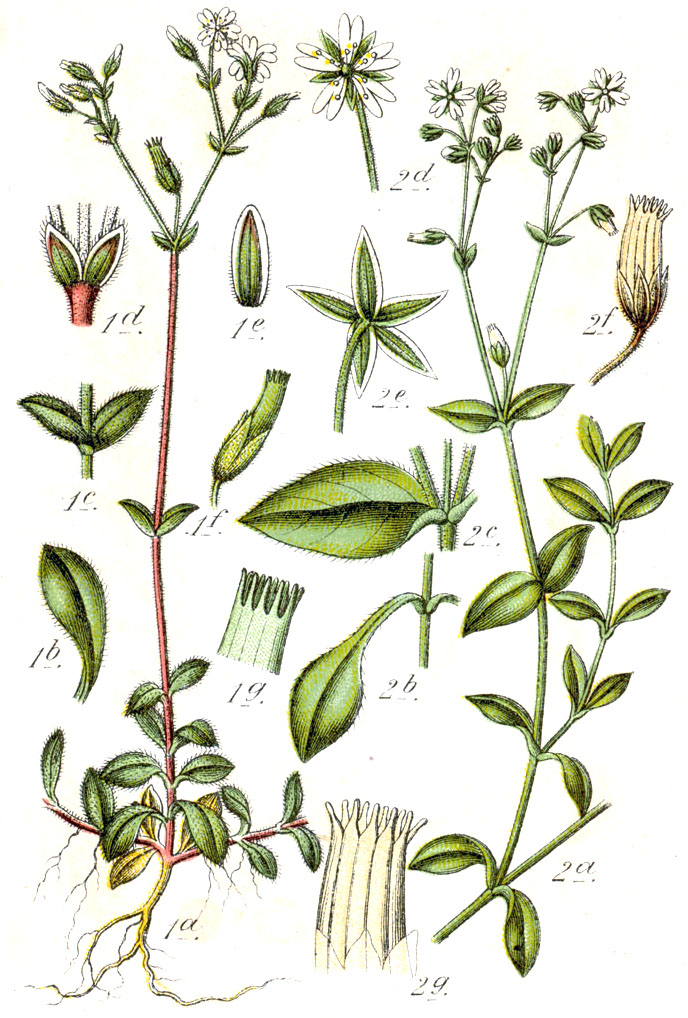
Illustration aus Sturm des Gewöhnlichen Hornkraut (Cerastium fontanum subsp. vulgare) und des Wald-Hornkraut (Cerastium sylvaticum)

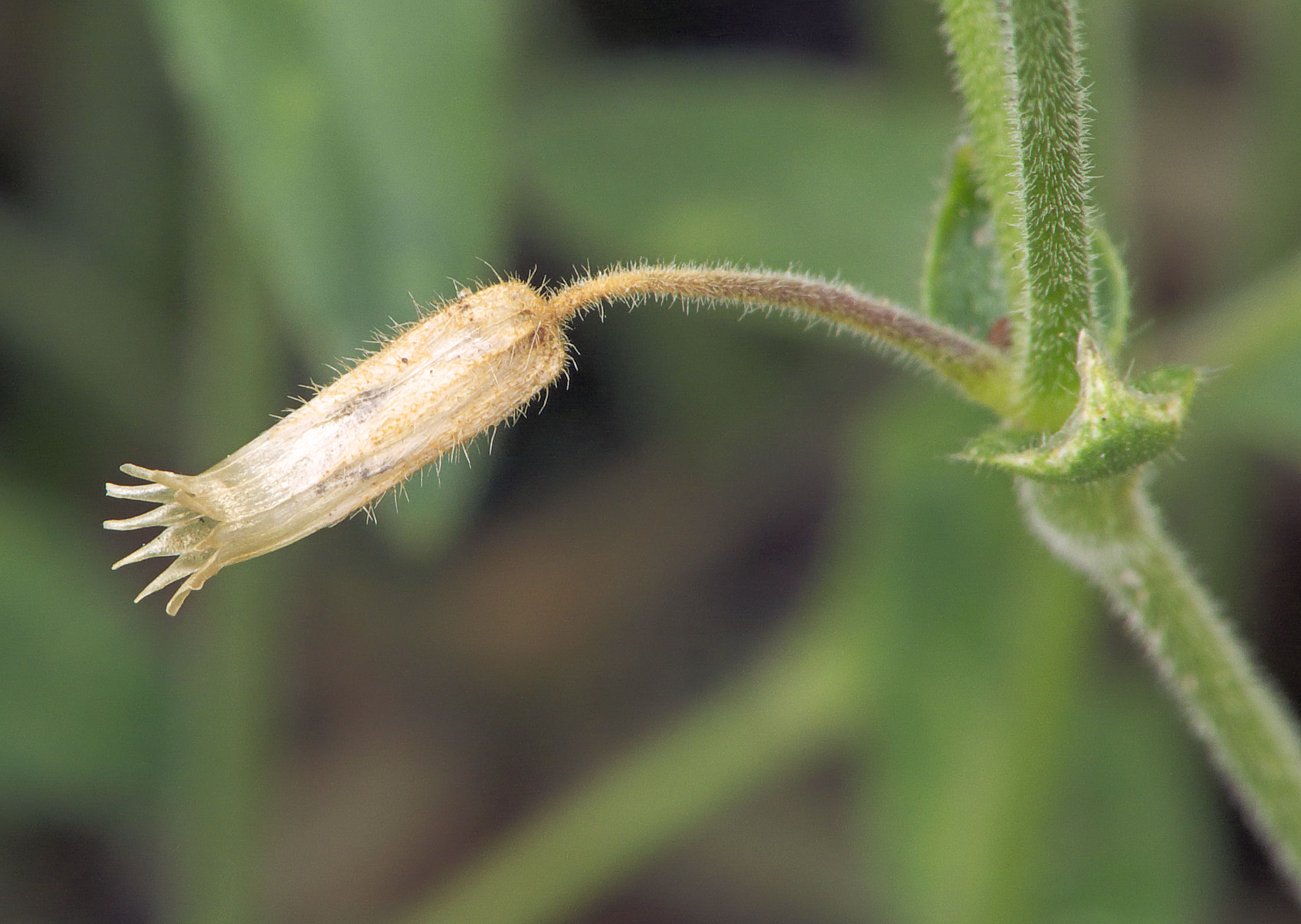
Kapselfrucht des Gewöhnlichen Hornkrauts (Cerastium fontanum subsp. vulgare)

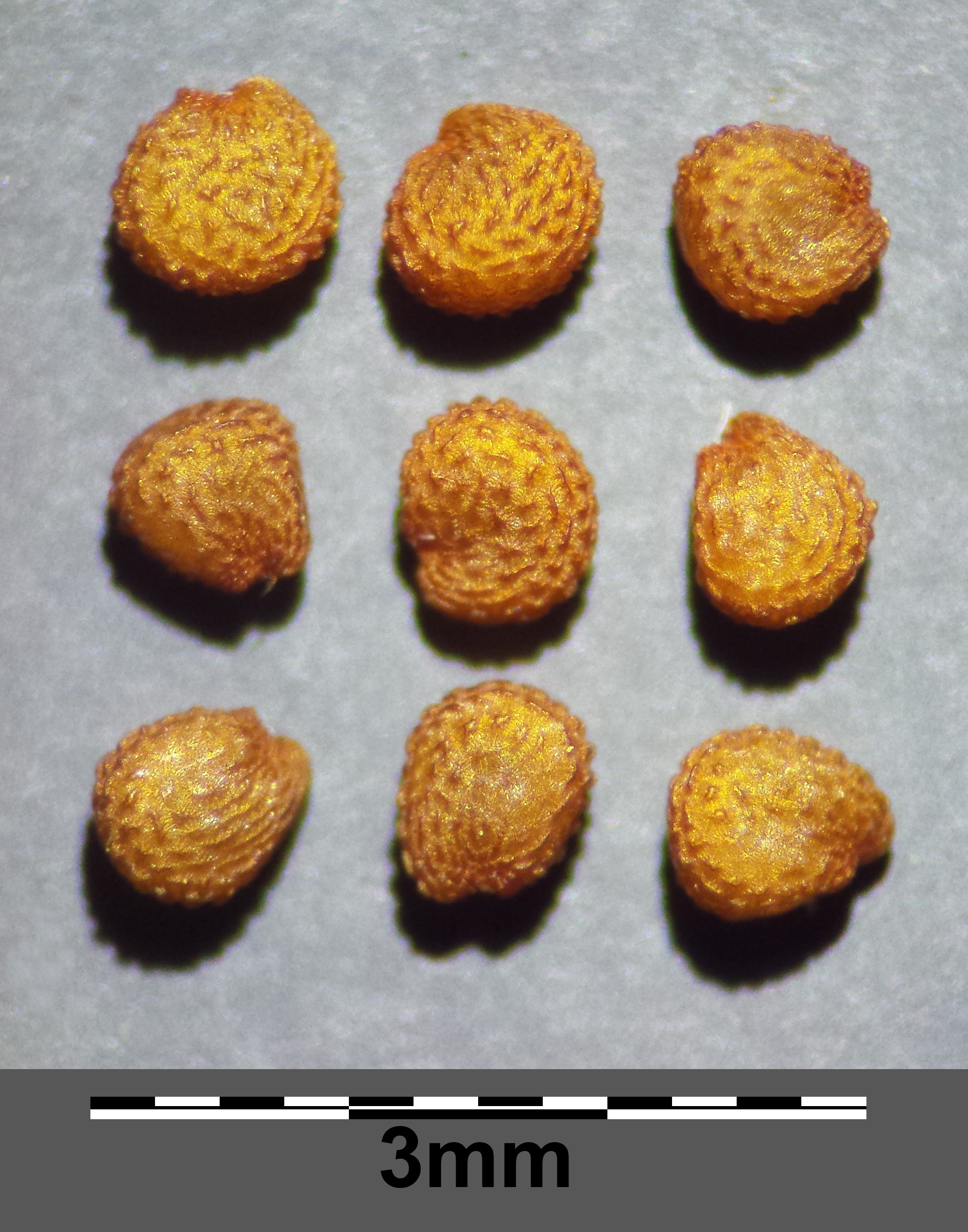
Samen des Gewöhnlichen Hornkrauts (Cerastium fontanum subsp. vulgare)

### Erscheinungsbild und Blätter
Hornkraut-Arten sind meist einjährige oder ausdauernde krautige Pflanzen. Es sind meist dünne Pfahlwurzeln und bei den ausdauernden Arten oft Rhizome, die an den Knoten Wurzeln bilden, vorhanden. Die selbständig aufrechten, aufsteigenden oder liegenden, einfachen oder verzweigten Stängel sind stielrund und oft behaart.
Von den gegenständig und im Allgemeinen gleichmäßig am Stängel verteilt angeordneten Laubblätter sind bei manchen Arten die grundständigen gestielt, alle anderen sind sitzend. Die Blattpaare sind meist an ihrer Basis miteinander verwachsen. Die einfachen Blattspreiten sind linealisch bis elliptisch oder breit-eiförmig mit spitzem bis stumpfem oberen Ende. Auf der Blattspreite sind ein bis fünf Blattnerven erkennbar. Nur bei wenigen Arten (nur bei Cerastium bialynickii, Cerastium regelii, Cerastium viride) sind die Laubblätter sukkulent.

### Blütenstände und Blüten
Die Blüten stehen selten einzeln, meist zu vielen in meist endständigen, offenen oder dichten, zymösen Blütenständen (Dichasien) zusammen; bei Cerastium axillare sind die Blütenstände seitenständig und traubig. Die paarigen Tragblätter sind laubblattähnlich oder reduziert, krautig oder oft mit trockenhäutigen Rändern. Die Blütenstiele sind aufrecht, aber manchmal während der Fruchtzeit zurückgebogen oder an ihrem oberen Ende hakenförmig; bei wenigen Arten sind sie kaum erkennbar.
Die meist zwittrigen, selten eingeschlechtigen und dann weiblichen Blüten sind radiärsymmetrisch und selten vier-, meist fünfzählig mit doppelter Blütenhülle. Die meist fünf, selten vier Kelchblätter sind frei und bei einer Länge von 3 bis 12 Millimetern elliptisch bis eiförmig mit spitzem, zugespitztem oder stumpfem oberen Ende und meist grün. Charakteristisch für Cerastium-Arten sind die oft tief ausgerandeten, genagelten, meist weißen Kronblätter; selten fehlen sie. An der Basis der fünf äußeren Staubfäden sind Nektarien vorhanden. Es sind selten nur ein, meist zwei Kreise mit je meist fünf, selten vier freie Staubblätter vorhanden. Die meist fünf , seltener drei, vier oder sechs Griffel sind bei einer Länge von 0,5 bis 2 Millimetern keulen- bis fadenförmig.
Die Blütenformel lautet: {\displaystyle \star K_{5}\;oder\;K_{(5)}\;C_{5}\;A_{5+5}\;G_{\underline {(2)}}}

### Früchte und Samen
Der Name Hornkraut bezieht sich auf die meist mehr oder weniger hornartig gekrümmten, länglichen oder zylindrischen Kapselfrüchte, die mit doppelt so vielen Zähnen wie Griffel aufspringen. Die zylindrischen oder länglichen und oft etwa gebogenen Kapselfrüchte enthalten zahlreiche (15 bis über 150) Samen. Die orangefarbenen bis braunen Samen sind kugelig, nierenförmig oder kantig verkehrt-eiförmig und seitlich abgeflacht mit warziger Samenschale.

### Chromosomensätze
Die Chromosomengrundzahl beträgt x = selten 13, 15, meist 17, 18 oder 19. Es kommen unterschiedliche Ploidiegrade vor.

## Vorkommen
Die Gattung Cerastium ist fast weltweit verbreitet, kommt jedoch besonders zahlreich in den gemäßigten bis kühlen Gebieten der Nordhalbkugel (Eurasien und Nordamerika) vor. In China gibt es 23 Arten, neun davon nur dort. In Nordamerika kommen 27 Arten vor.
Manche Cerastium-Arten (beispielsweise Cerastium subpilosum) sind bis in Höhenlagen von 3900 Meter anzutreffen.

## Systematik
Die Gattung Cerastium wurde 1753 durch Carl von Linné in Species Plantarum, Tomus I, S. 437 aufgestellt, die Diagnose befindet sich in Genera Plantarum Editio quinta, 1754, S. 199. Der Gattungsname Cerastium leitet sich vom altgriechischen Wort ceras für „Horn“ ab und bezieht sich auf die Form der Kapselfrucht. Ein Synonym für Cerastium L. ist Provancheria B.Boivin.
Die Gattung Cerastium gehört zur Tribus Alsineae innerhalb der Familie Caryophyllaceae.

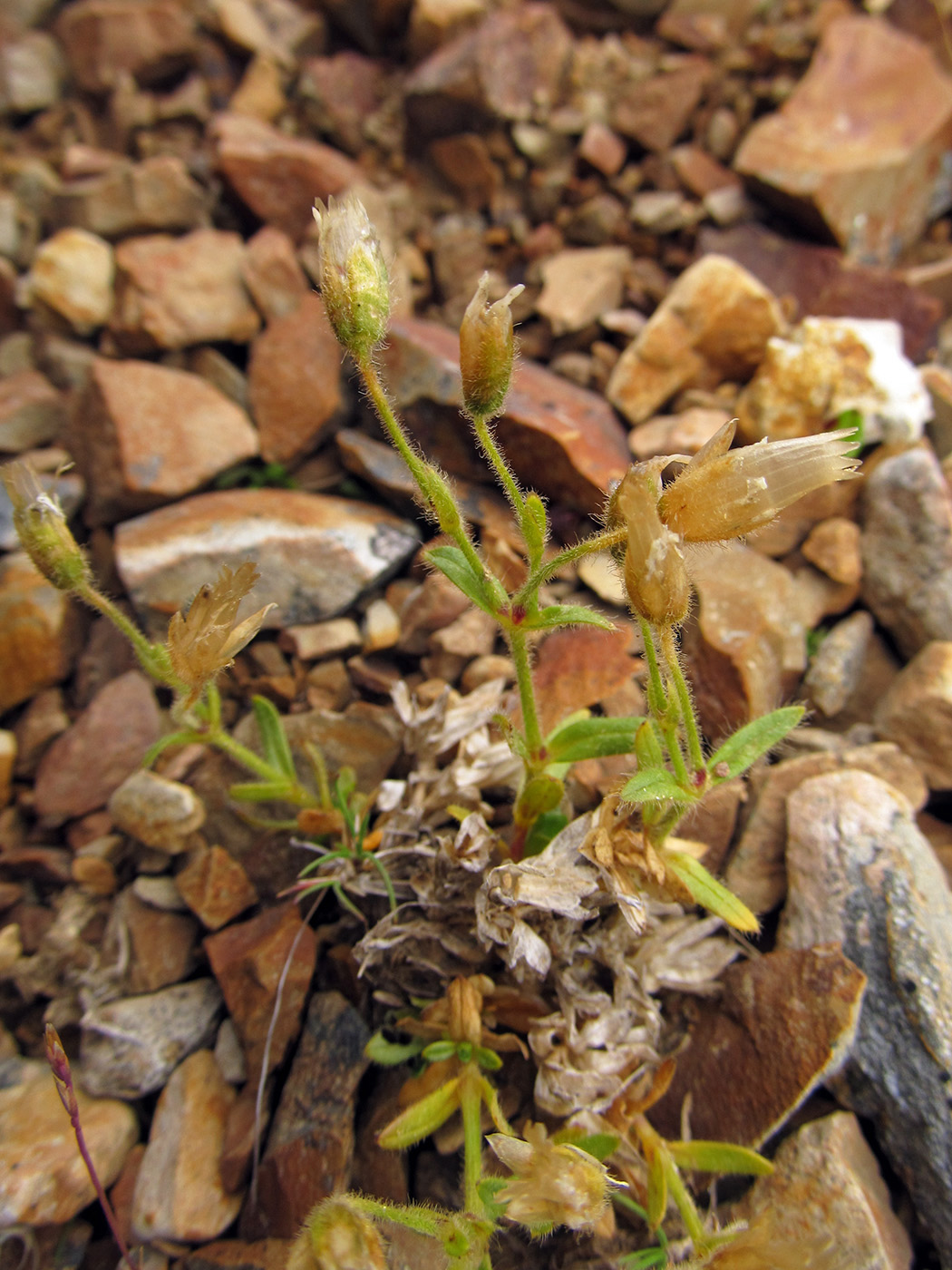
Cerastium aleuticum

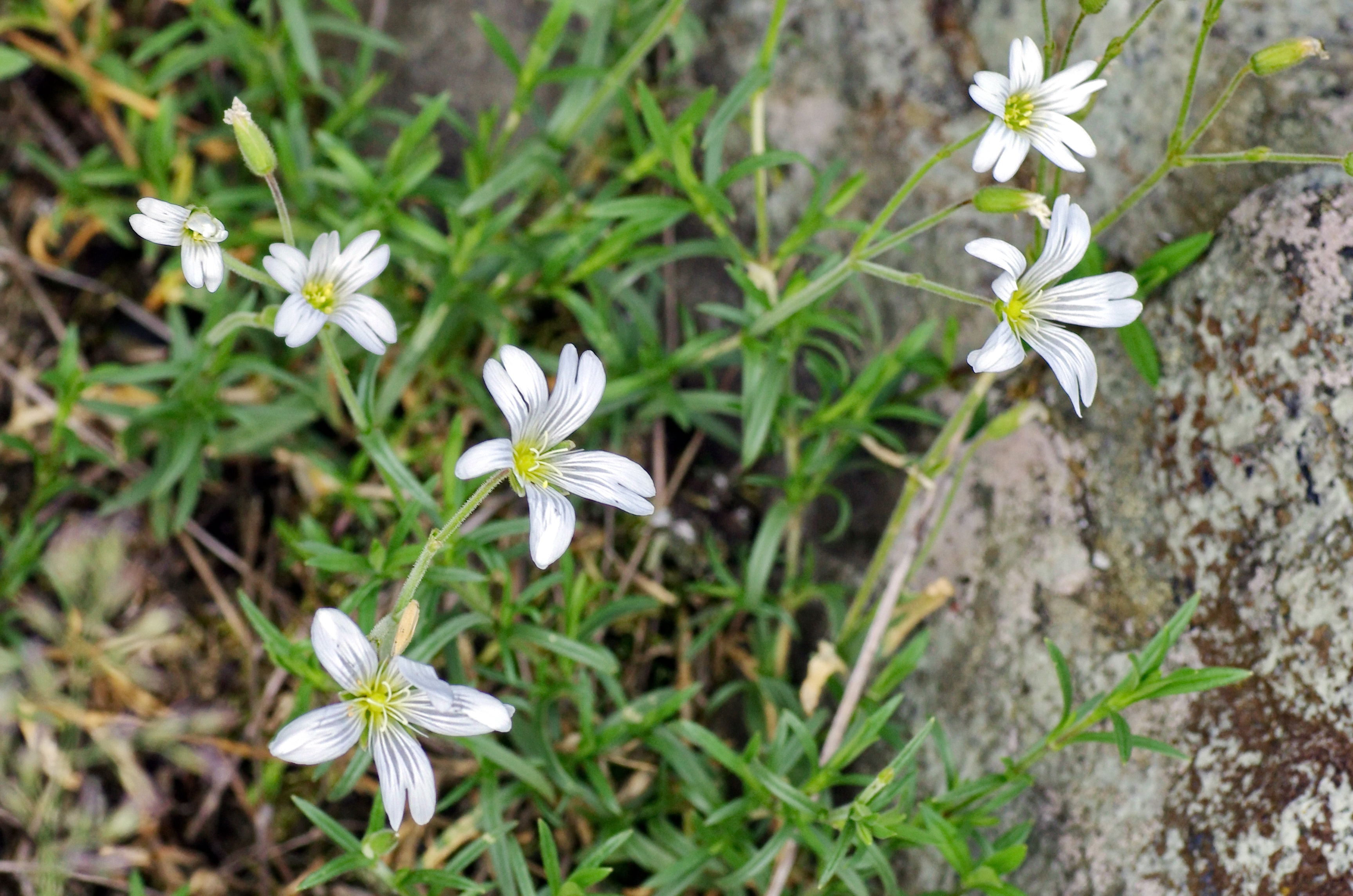
Blütenstände des Mierenblättrigen Hornkrauts (Cerastium alsinifolium)

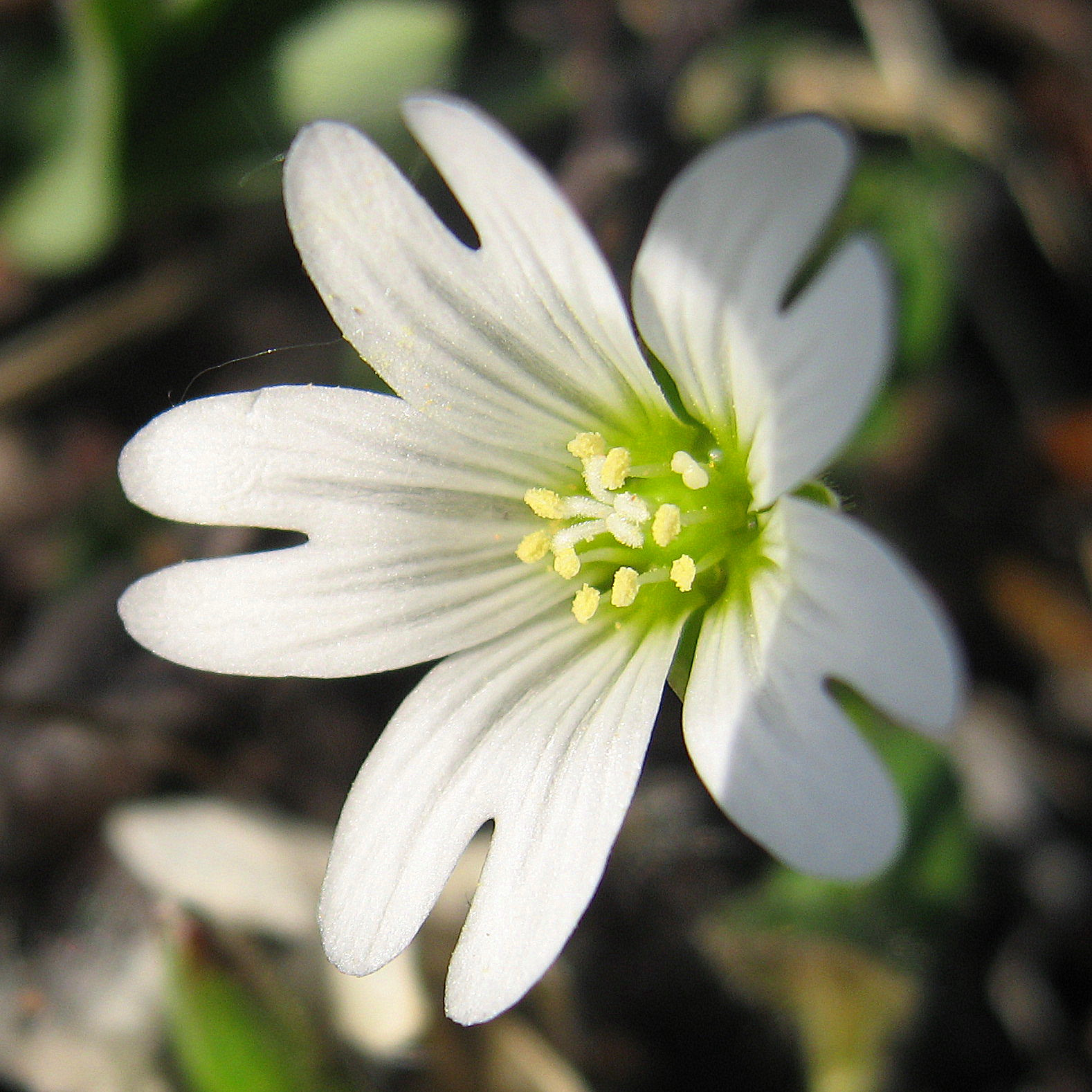
Radiärsymmetrische, fünfzählige Blüte im Detail des Arktischen Hornkrauts (Cerastium arcticum)

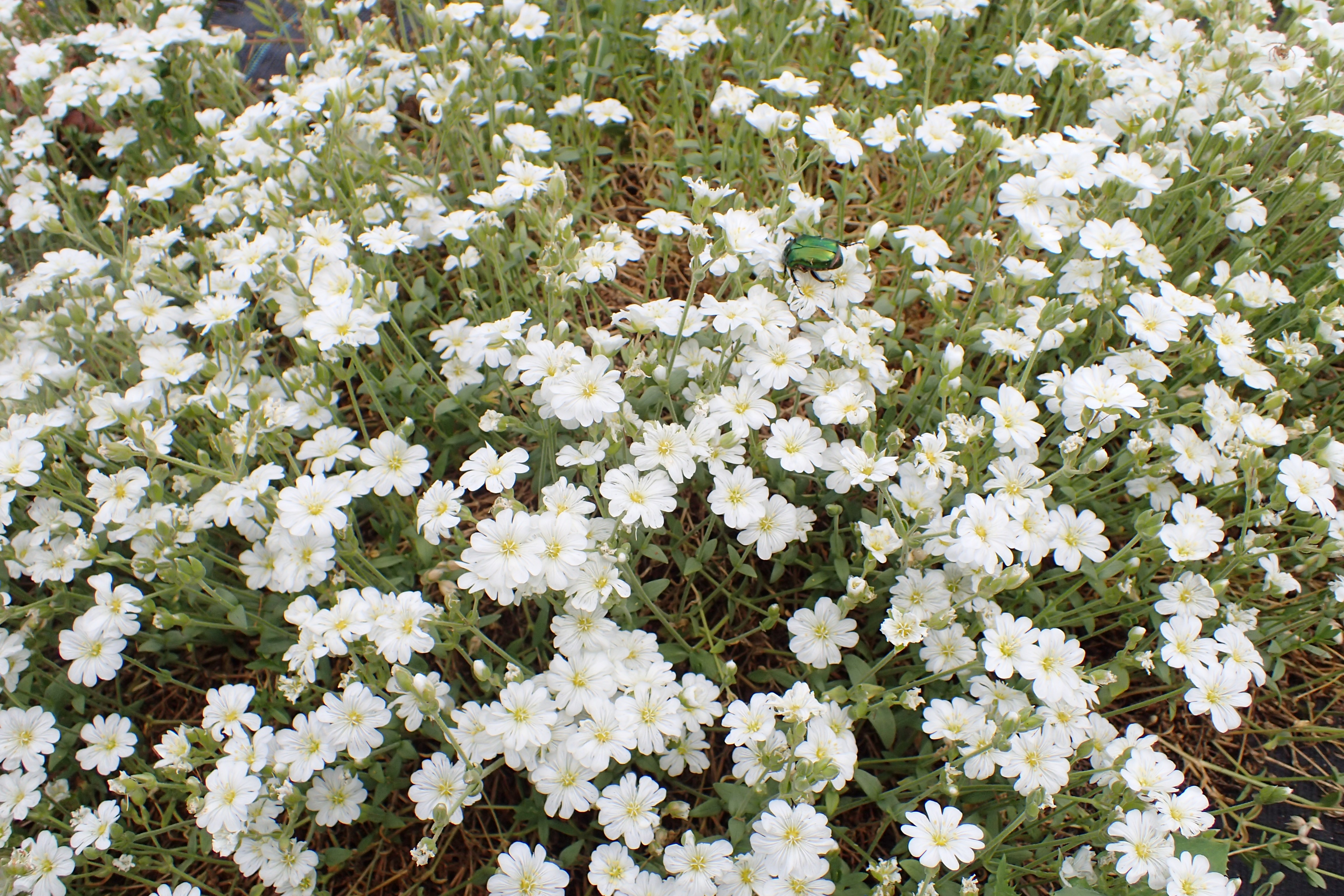
Cerastium banaticum

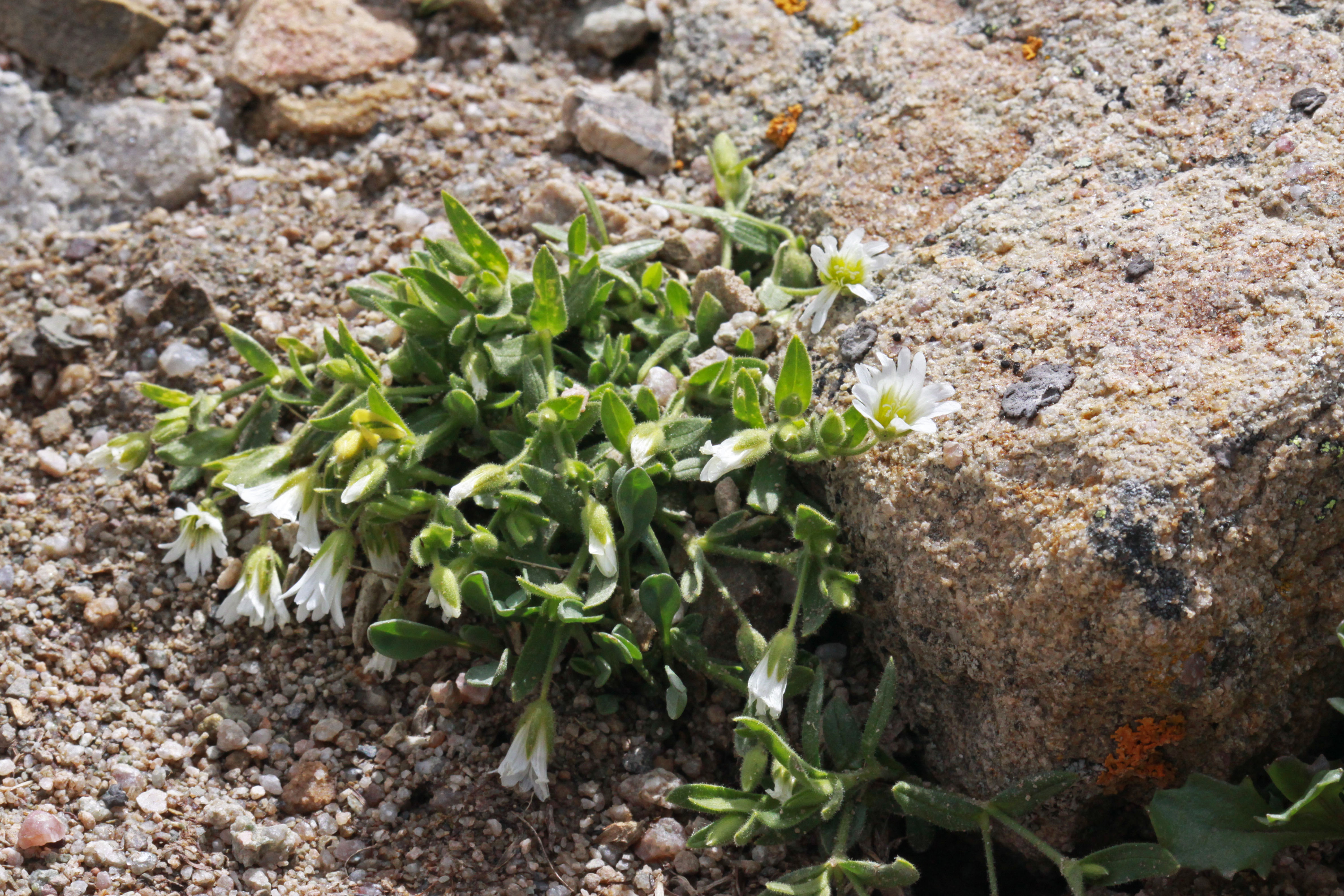
Cerastium beeringianum

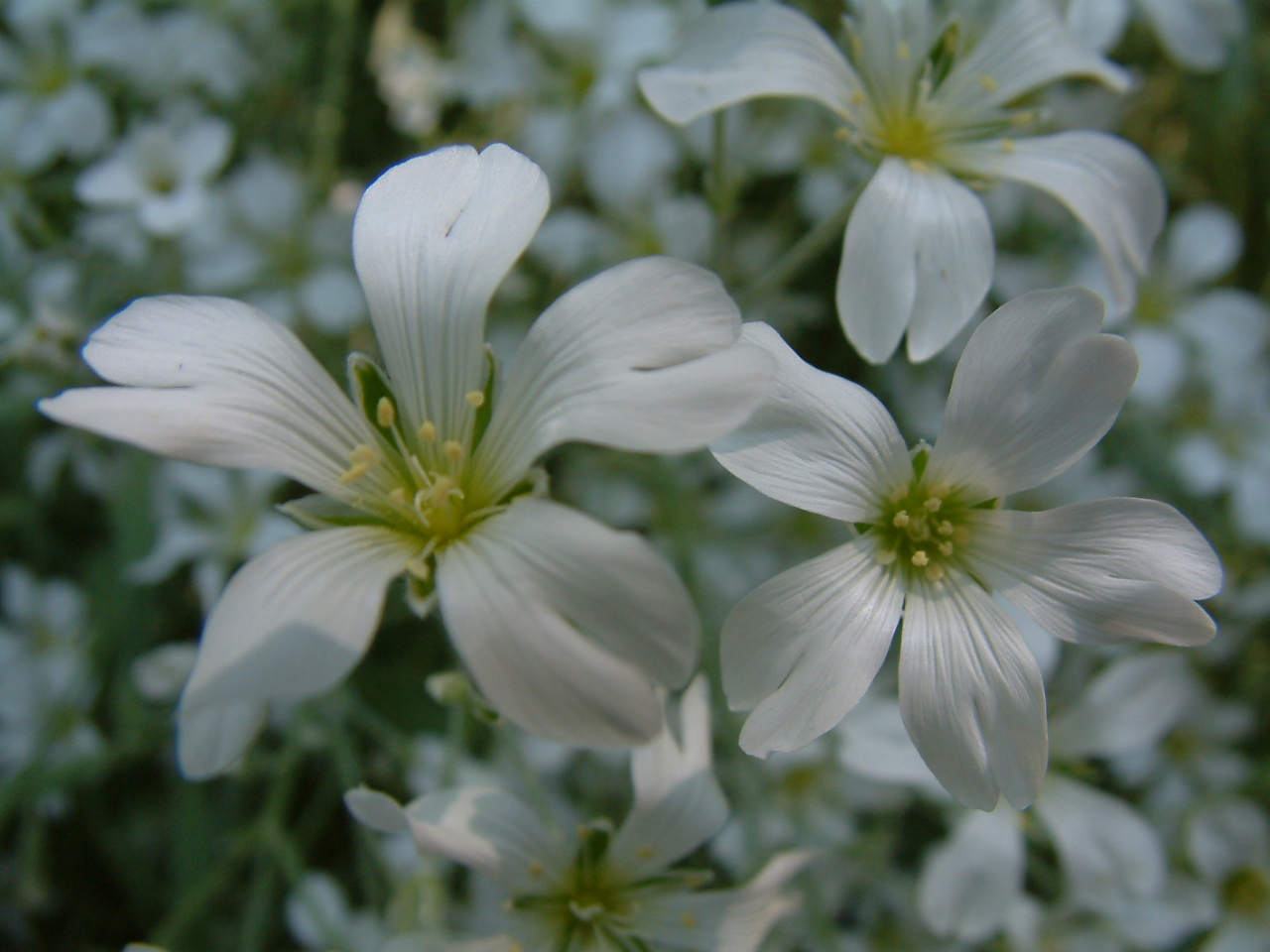
Blüten von Cerastium biebersteinii

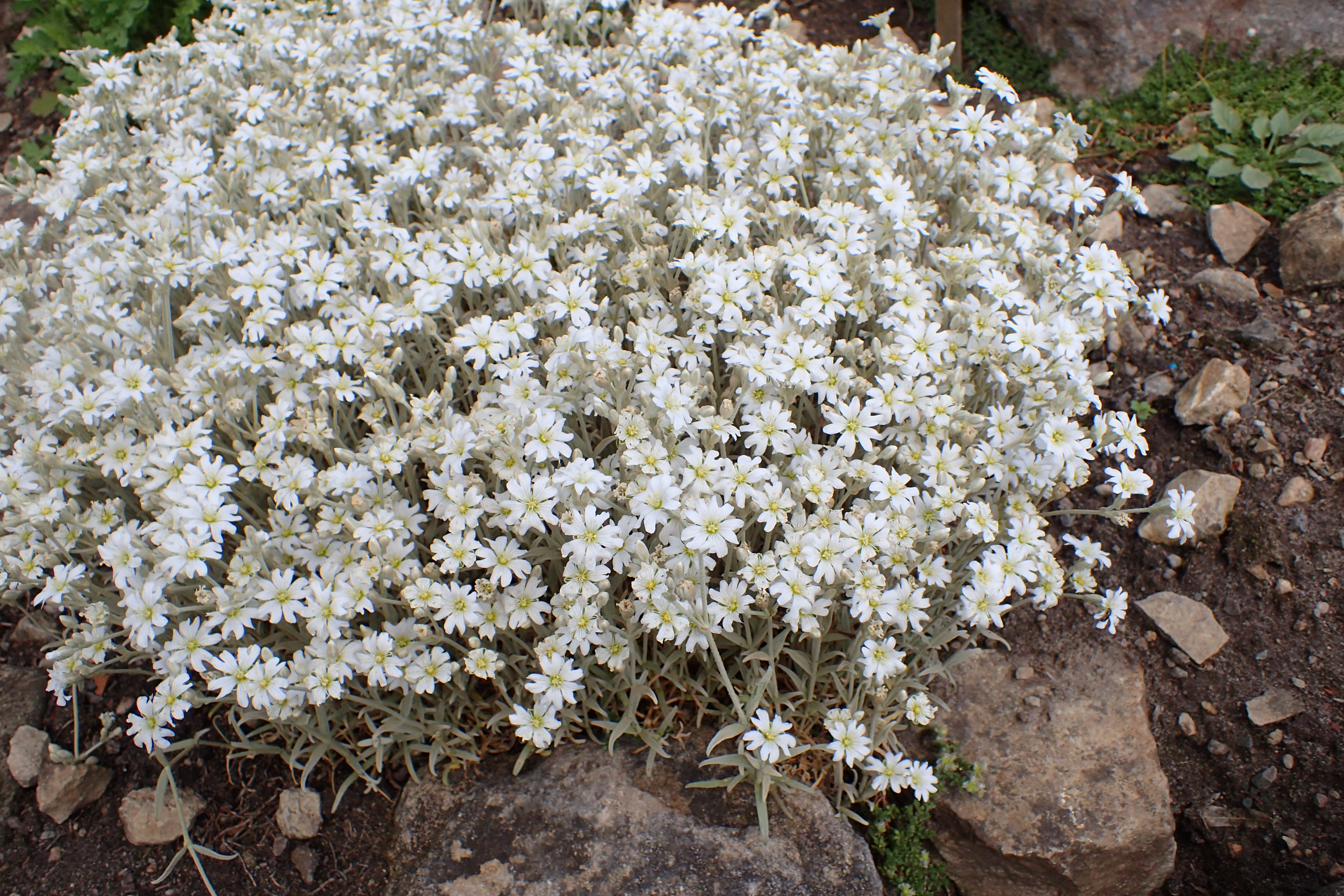
Reinweißes Hornkraut (Cerastium candidissimum)

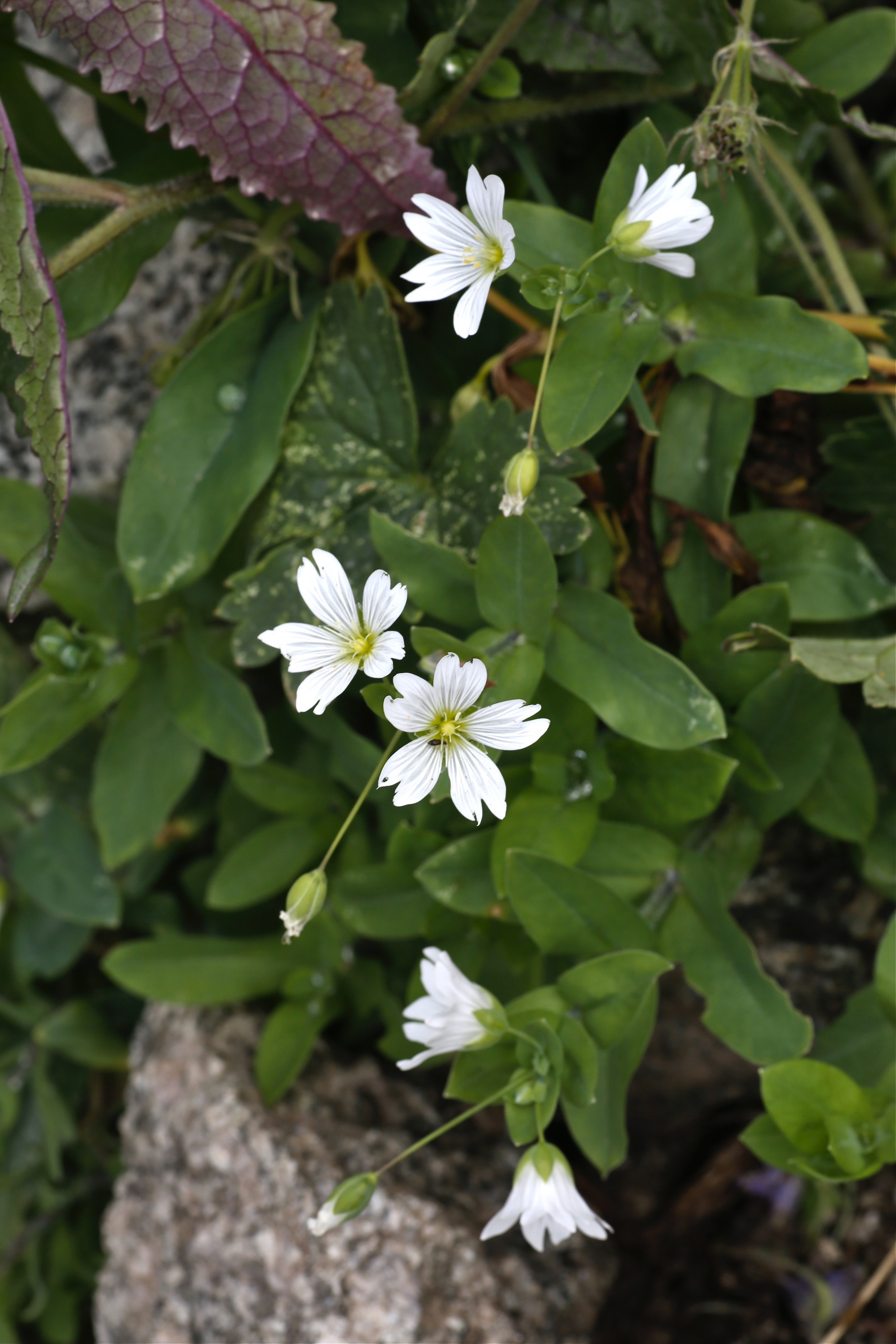
Cerastium davuricum

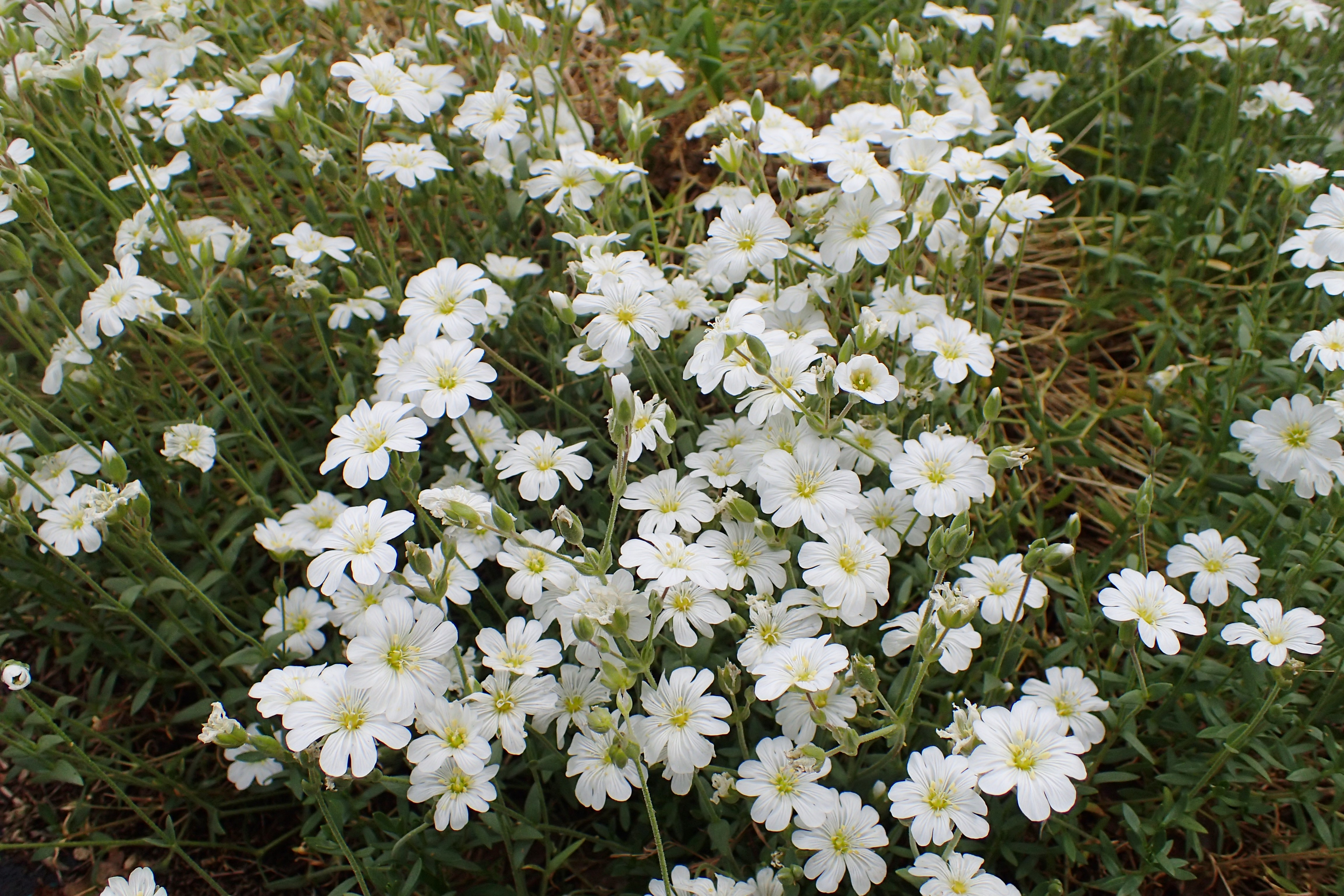
Cerastium decalvans

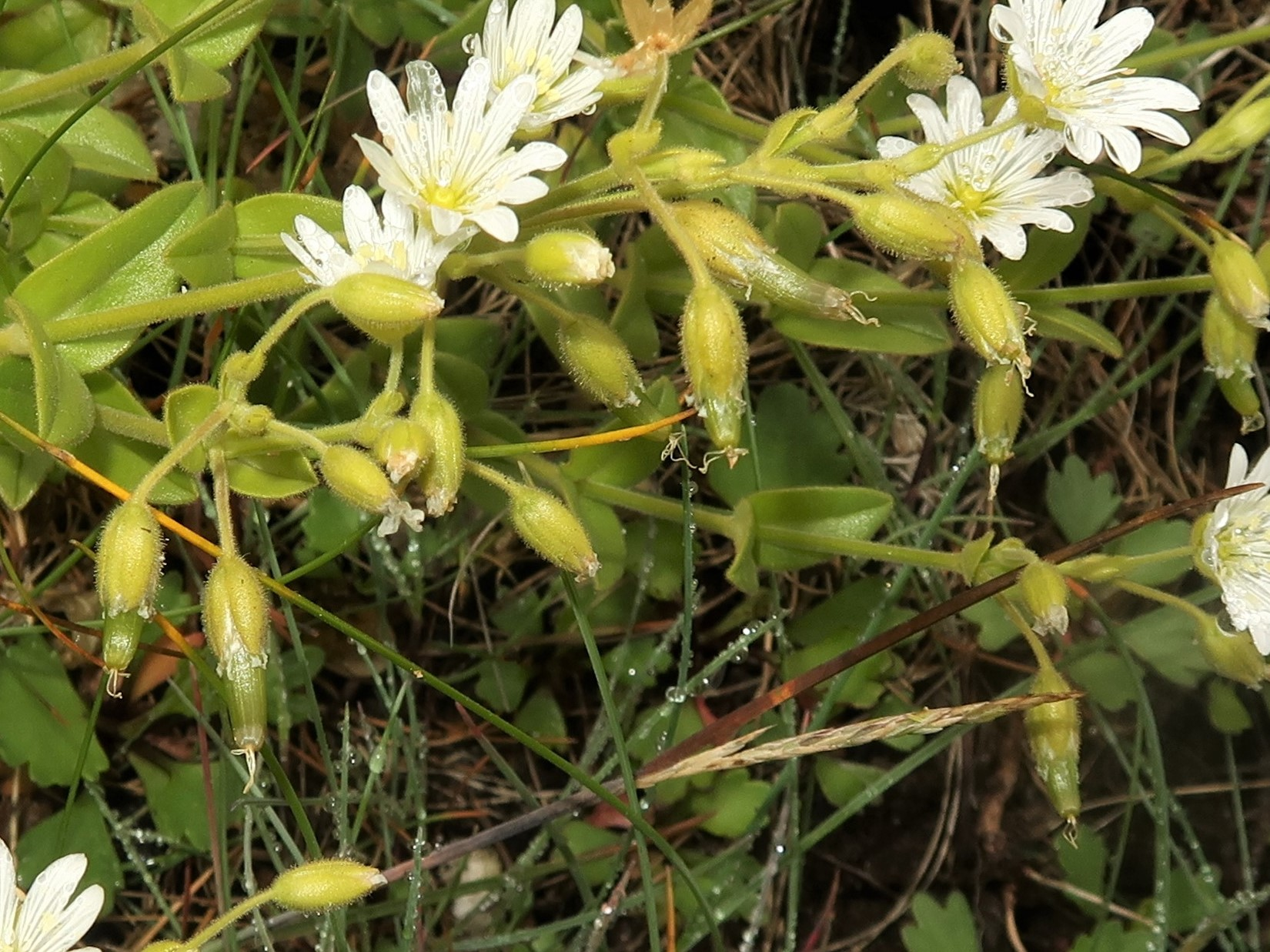
Cerastium fischerianum

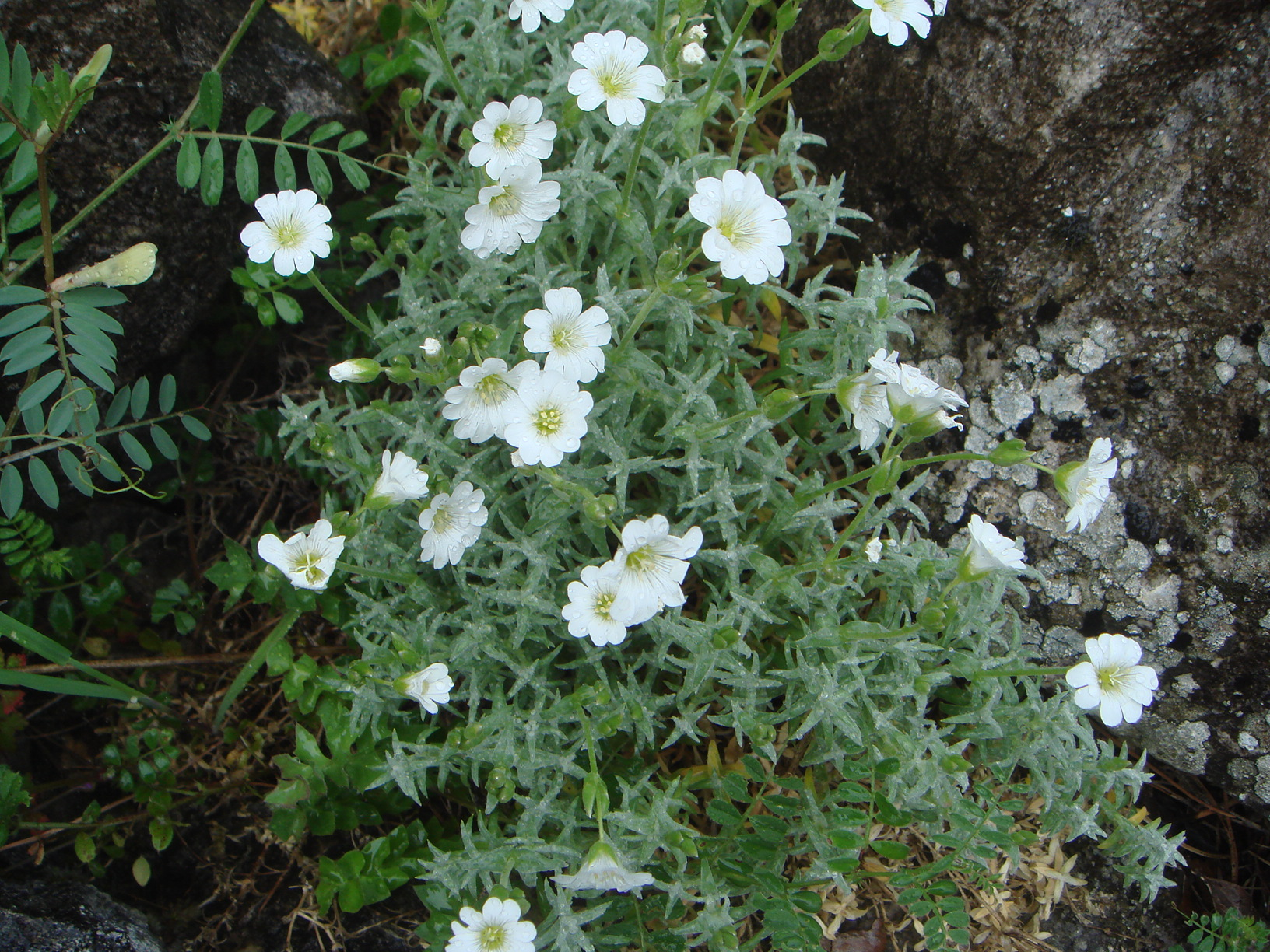
Cerastium gibraltaricum

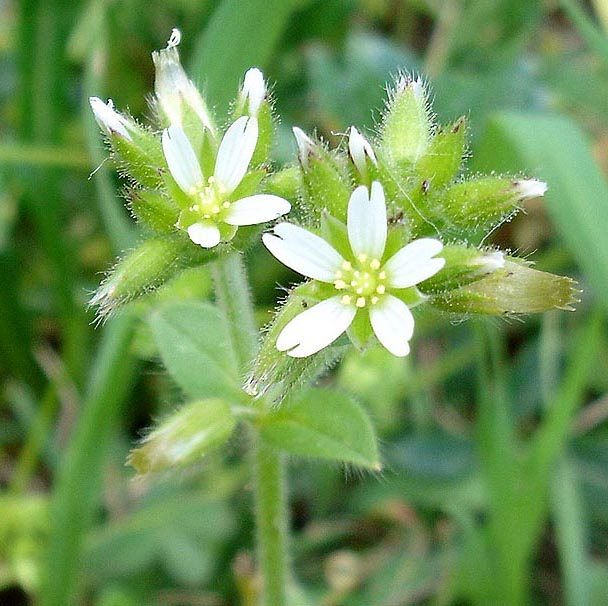
Blütenstand mit fünfzähligen Blüten und Blütenknospen des Knäuel-Hornkrauts (Cerastium glomeratum)

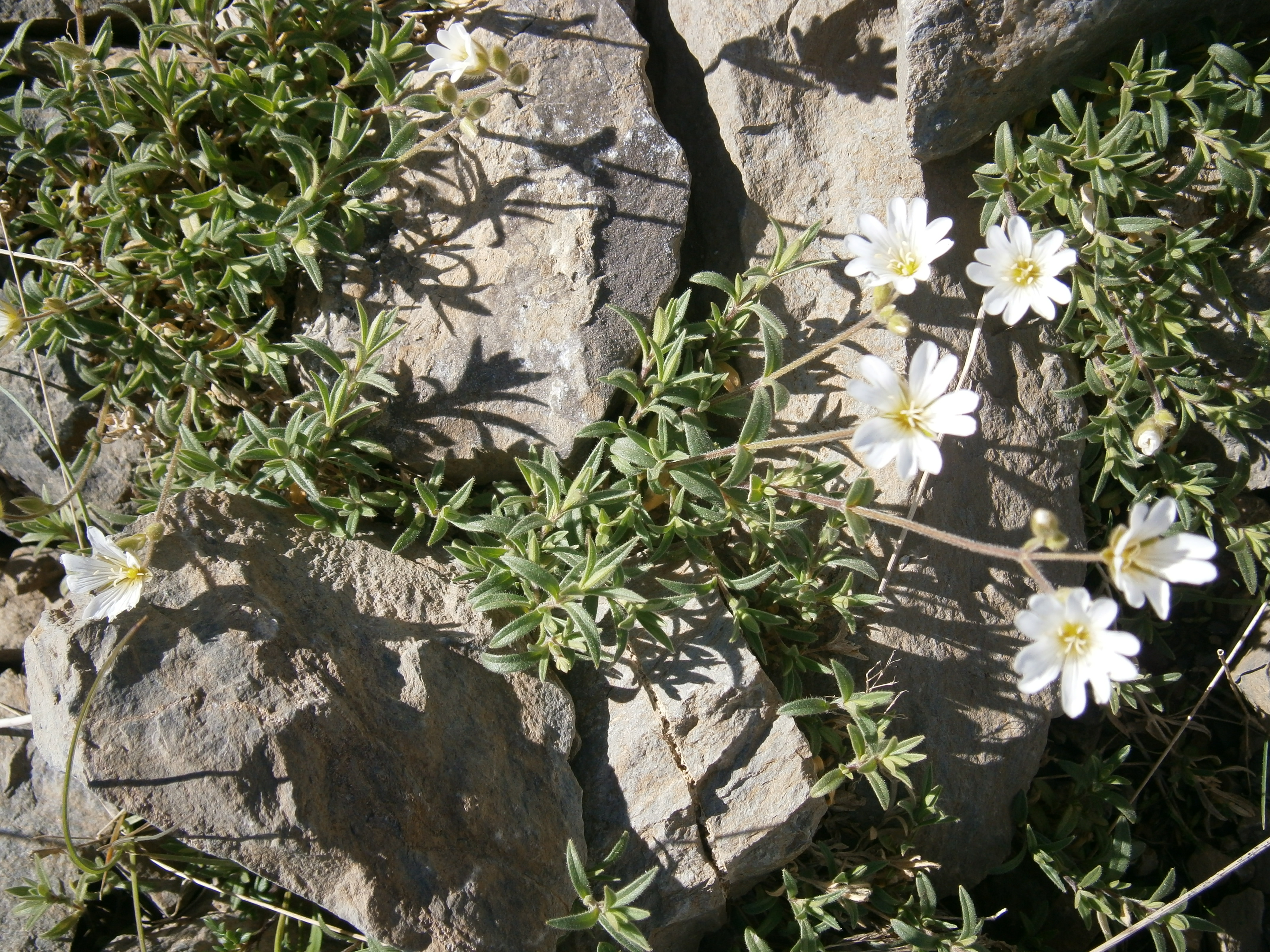
Piemonteser Hornkraut (Cerastium lineare)

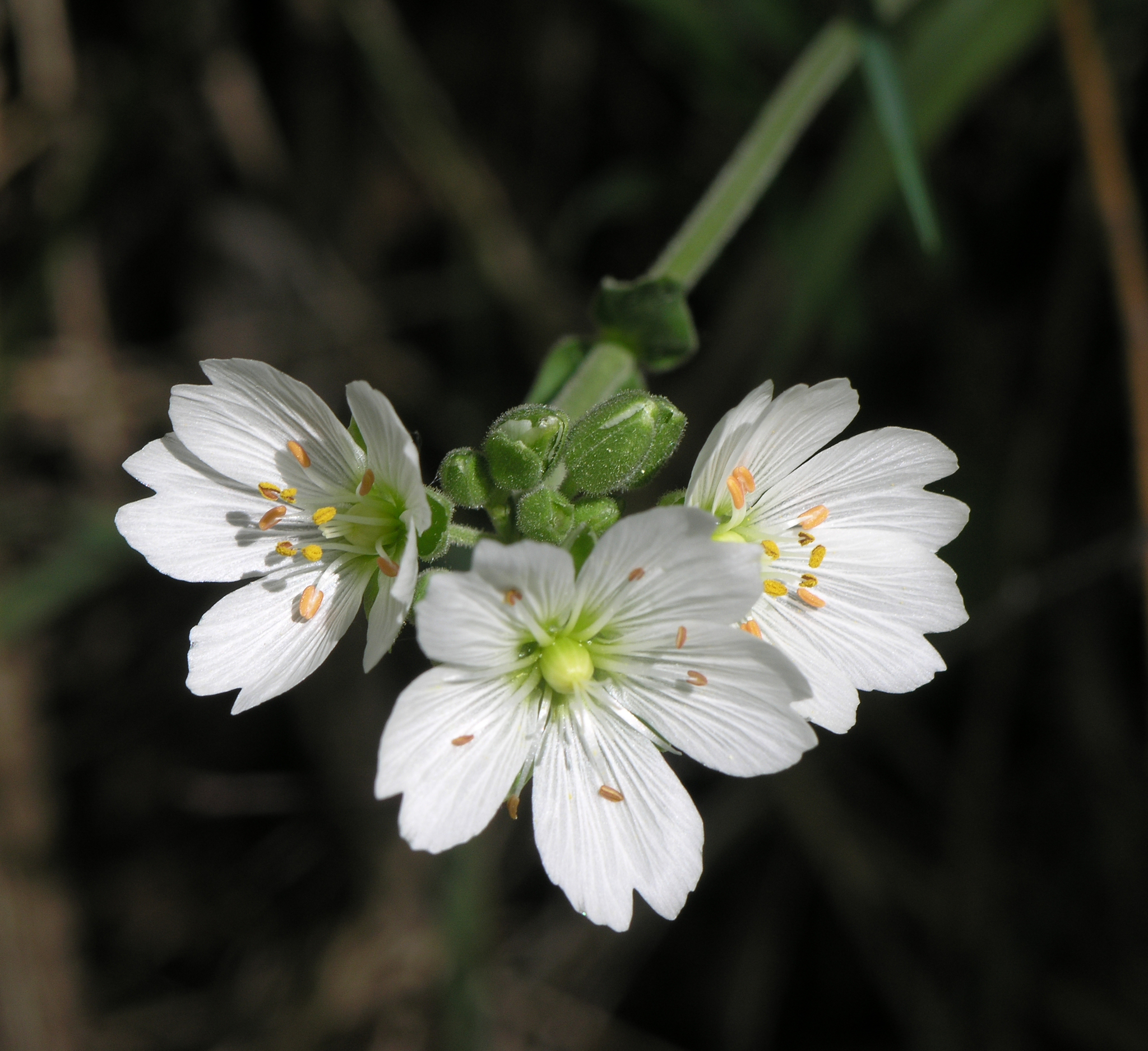
Blütenstand mit fünfzähligen Blüten und Blütenknospen von Cerastium maximum

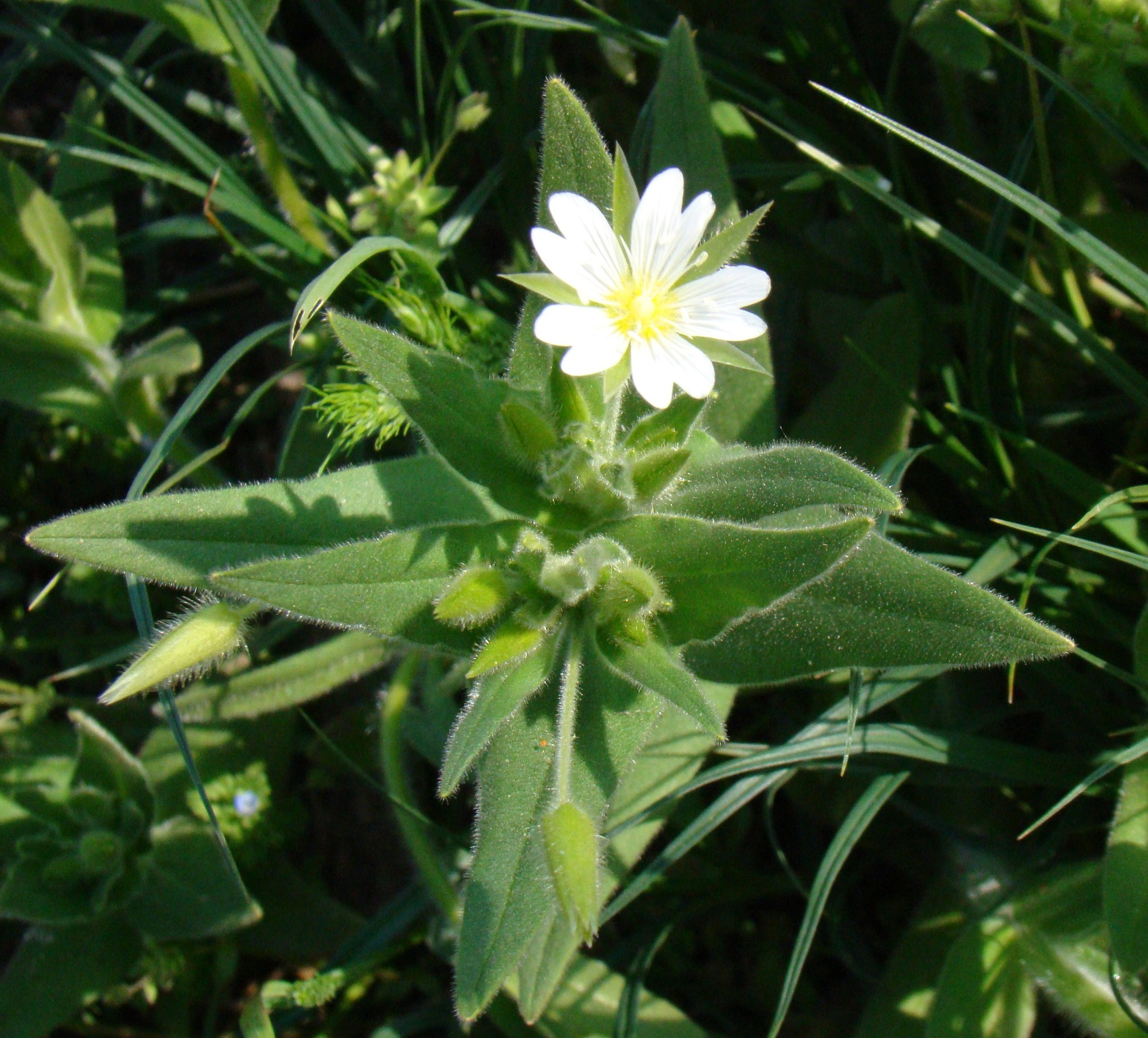
Laubblätter, fünfzähligen Blüten und Blütenknospen von Cerastium nemorale

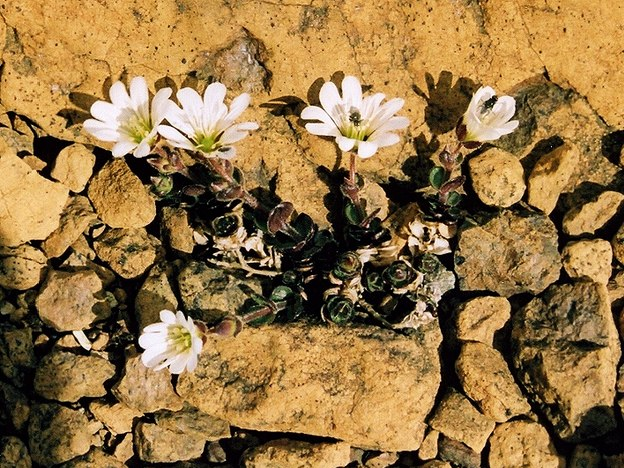
Cerastium nigrescens

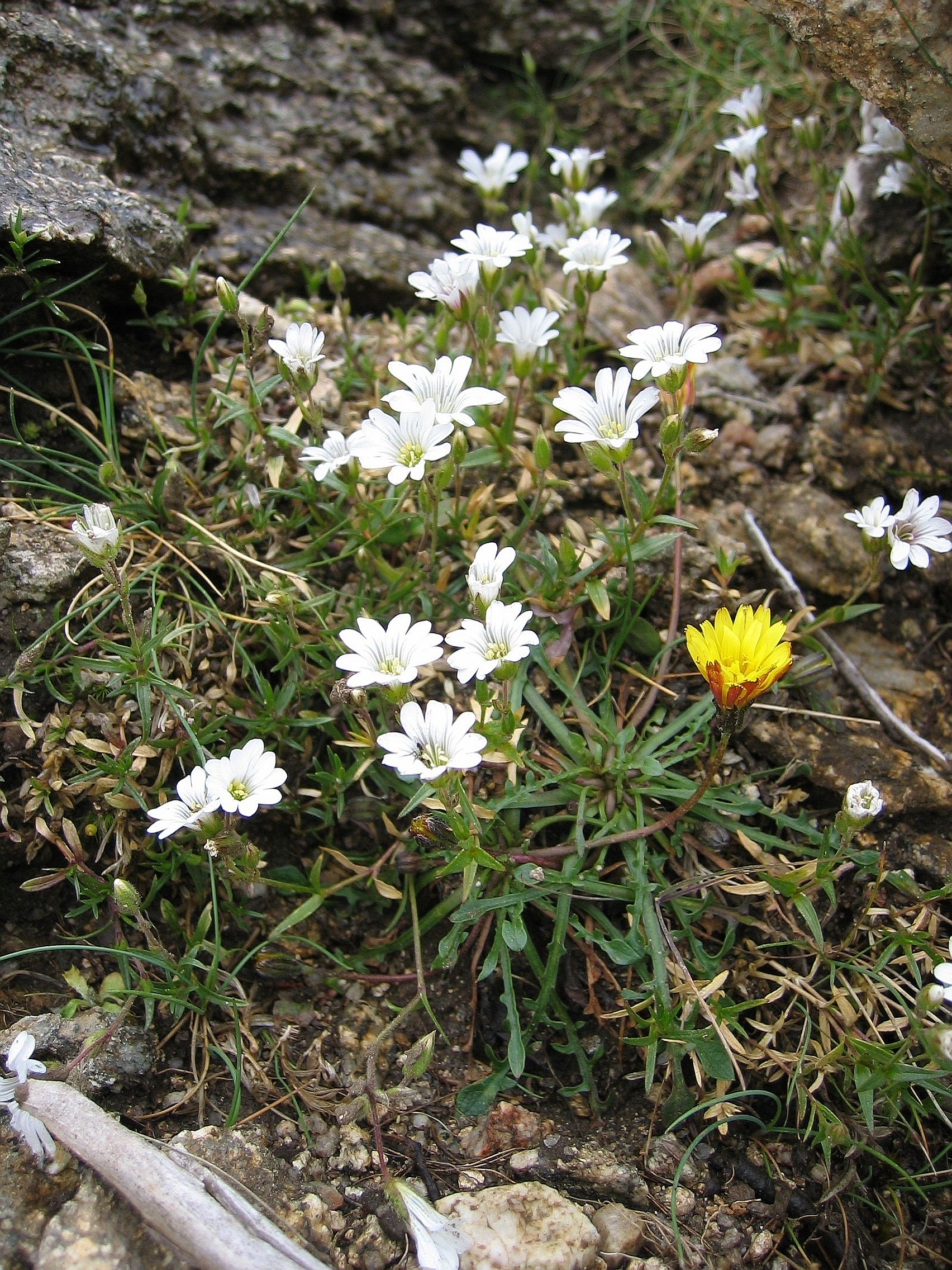
Cerastium soleirolii

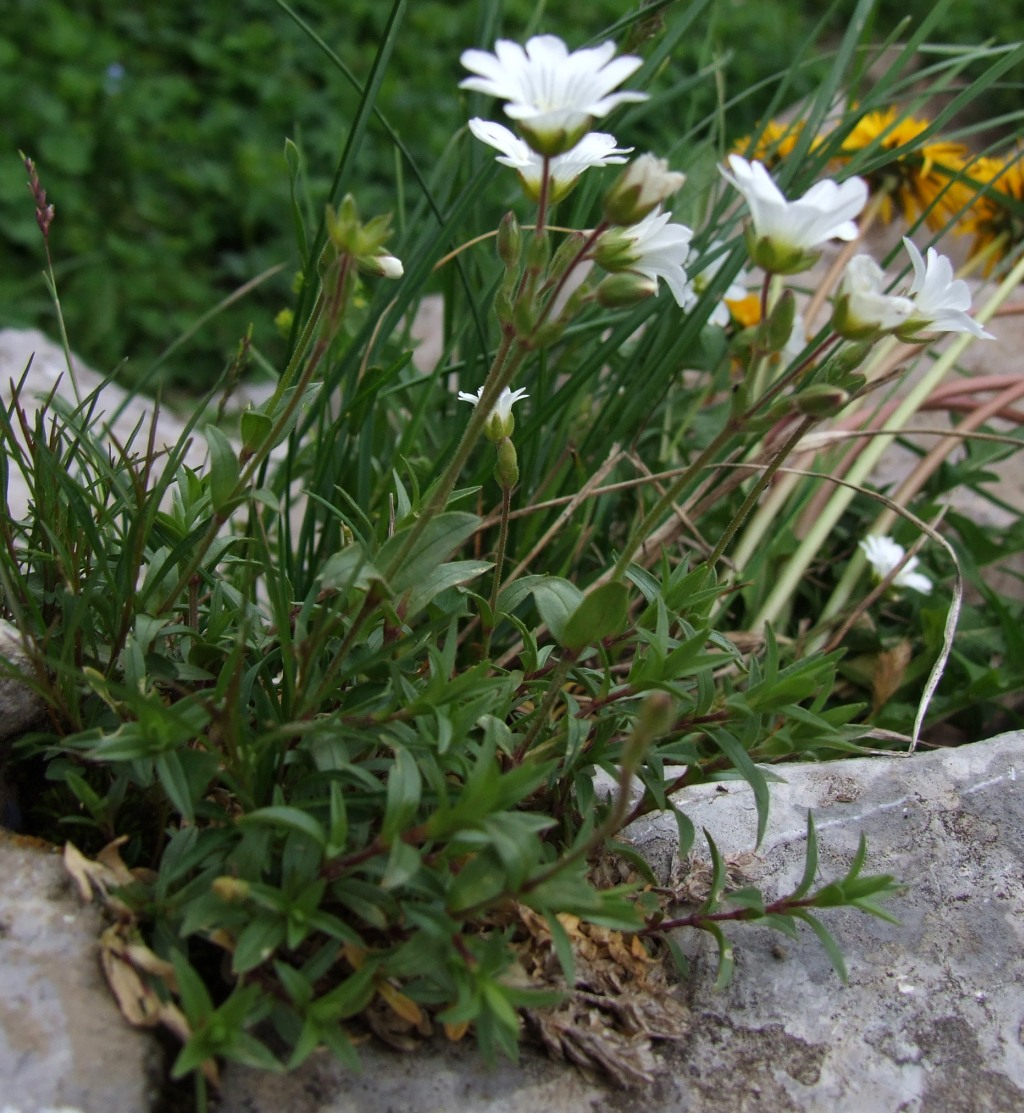
Cerastium tatrae

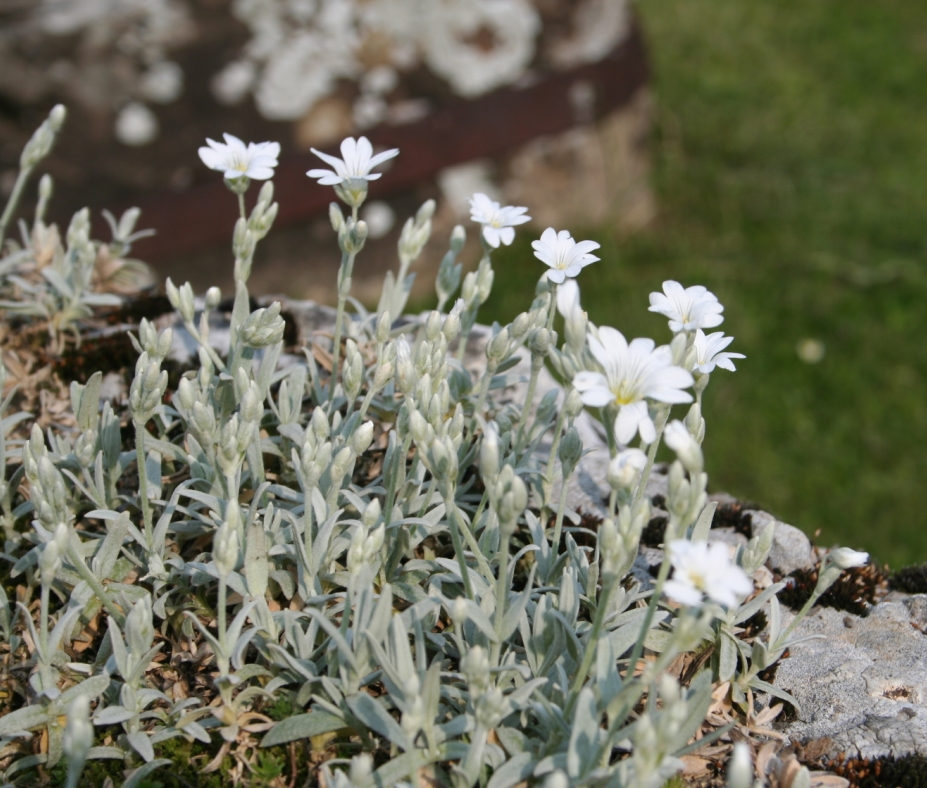
Habitus, Laubblätter und Blütenstände des Filzigen Hornkrauts (Cerastium tomentosum)

In der Gattung Cerastium gibt es etwa 100 Arten (Auswahl):
- Cerastium aleuticum Hultén: Dieser Endemit kommt nur auf den Aleuten vor.[2][10]
- Alpen-Hornkraut (Cerastium alpinum L., Syn.: Cerastium lanuginosum Rchb.): Es kommt in Europa, Grönland und in Kanada vor.[8][10]
- Mierenblättriges Hornkraut (Cerastium alsinifolium Tausch, Syn.: Cerastium anomalum Schrank): Es ist ein Endemit auf Serpentingestein im nordwestlichen Tschechien und kommt nur auf dem Berg Wolfstein und auf der Rauschenbacher Heide zwischen Sangerberg und Einsiedel (Mnichov) nordöstlich von Marienbad (Mariánské Lázně) vor.[11]
- Cerastium araraticum Rupr.: Dieser Endemit kommt nur in Anatolien vor.[9]
- Arktisches Hornkraut (Cerastium arcticum Lange): Sie kommt von Kanada (inklusive St. Pierre bis Miquelon) bis Grönland vor.[10]
- Cerastium argenteum M.Bieb.
- Cerastium argentinum (Pax) F.N.Williams: Sie kommt von Bolivien bis ins südliche Südamerika vor.[10]
- Cerastium armeniacum Gren.: Dieser Endemit kommt nur in Anatolien vor.[9]
- Acker-Hornkraut (Cerastium arvense L., Syn.: Cerastium uralense Grubov): Je nach Autor gibt es mehrere Unterarten:[1]
  - Gewöhnliches Acker-Hornkraut (Cerastium arvense L. subsp. arvense): Sie ist von Marokko über weite Teile Europas verbreitet.[9]
  - Gewimpertes Acker-Hornkraut oder Weiches Acker-Hornkraut (Cerastium arvense subsp. calcicola (Schur) Borza, Syn.: Cerastium arvense subsp. molle (Vill.) Arcang.)
  - Cerastium arvense subsp. glandulosum (Kit.) Soó: Sie ist ein Endemit der Tatra in Polen sowie der Slowakei.[9]
  - Cerastium arvense subsp. lerchenfeldianum (Schur) Ascherson & Graebner: Sie kommt in den Karpaten und im früheren Jugoslawien vor.[9]
  - Cerastium arvense var. mitsumorense (Miyabe & Tatew.) S.Akiyama
  - Steifes Acker-Hornkraut (Cerastium arvense subsp. strictum (W.D.J.Koch) Schinz & R.Keller): Sie ist auf der Nordhalbkugel von Eurasien[9] über Grönland bis Nordamerika weitverbreitet und kommt auch in Feuerland vor.[2]
  - Halbstrauchiges Acker-Hornkraut (Cerastium arvense subsp. suffruticosum (L.) Nyman): Sie kommt in den Alpen und in den Apenninen mit Fundorten in Frankreich, Monaco, San Marino, Vatikanstadt, Italien, in der Schweiz, Liechtenstein, Österreich sowie Deutschland vor.[9]
- Cerastium atlanticum Durieu: Sie kommt nur in Nordafrika (Algerien, Tunesien, Marokko) vor.[9]
- Cerastium axillare Correll: Sie kommt in Mexiko, in New Mexico und in Texas vor.[2][10]
- Cerastium azoricum Seub.: Dieser Endemit kommt nur auf den Azoren vor.[9]
- Cerastium ballsii Maire: Sie kommt nur in Marokko vor.[9]
- Cerastium banaticum (Rochel) Heuff. (Syn.: Cerastium sosnowskyi Schischk.): Sie kommt in Südosteuropa und Vorderasien vor.[9]
- Cerastium beeringianum Cham. & Schltdl.: Sie ist in Asien und Nordamerika verbreitet.[8][10]
- Cerastium behmianum Muschl.: Sie kommt in Bolivien sowie Peru und vor.[10]
- Cerastium bialynickii Tolmatchew: Sie kommt auf Spitzbergen, Grönland, in Alaska, im arktischen Kanada und im arktischen asiatischen Russland vor.[2][10]
- Bieberstein-Hornkraut (Cerastium biebersteinii DC.): Es ist ein Endemit auf der Krim.[8][12]
- Bärtiges Hornkraut (Cerastium brachypetalum Pers.): Es gibt seit 2013 etwa drei Unterarten:
  - Cerastium brachypetalum subsp. balearicum Romo
  - Cerastium brachypetalum Pers. subsp. brachypetalum (Syn.: Cerastium atticum Boiss. & Heldr., Cerastium barbulatum Wahlenb., Cerastium canescens Hornem. ex Ser., Cerastium gracile Wallr., Cerastium strigosum Fr.): Sie kommt von West- bis Mittel- und Südosteuropa sowie Italien und im nördlichen Marokko vor; sie gilt in den Niederlanden als ausgestorben.
  - Cerastium brachypetalum subsp. iranicum Poursakhi, Assadi & F.Ghahrem.: Sie wurde 2013 aus dem Iran erstbeschrieben.
- Cerastium brachypodum (Engelmann ex A.Gray) B.L.Robinson: Sie kommt in Kanada, in den Vereinigten Staaten und in Mexiko vor.[2][10]
- Cerastium caesareosylvaticum M. Toman[9]
- Cerastium candicans Wedd.: Sie kommt in Ecuador sowie Peru vor.[10]
- Reinweißes Hornkraut (Cerastium candidissimum Correns): Sie kommt nur in Griechenland vor.[9][12]
- Kärntner Hornkraut (Cerastium carinthiacum Vest): Die etwa zwei Unterarten kommen in Italien, der Schweiz, Österreich sowie Slowenien vor.[9]
- Cerastium cephalanthum S.F.Blake: Sie kommt in Venezuela vor.[10]
- Dreigriffeliges Hornkraut (Cerastium cerastoides (L.) Britton): Sie kommt von Kanada bis Grönland vor.[10]
- Cerastium cerastoides (L.) Britton
- Cerastium chlorifolium Fisch. & C.A.Mey.
- Cerastium comatum Desv. (Syn.: Cerastium illyricum Hayek subsp. comatum (Desv.) P.D.Sell & Whitehead): Sie kommt in Mazedonien, Griechenland, in der Türkei, im Libanon und Syrien vor, außerdem in Libyen, auf Korsika und vielleicht auch in Spanien.[9]
- Cerastium commersonianum Ser.: Sie kommt von Bolivien bis zum südlichen Südamerika vor.[10]
- Cerastium consanguineum Wedd.: Sie kommt in Bolivien vor.[10]
- Cerastium crassipes Bartl.: Sie kommt in Ecuador, Peru sowie Bolivien vor.[10]
- Cerastium cuatrecasasii Sklenář: Sie kommt in Kolumbien vor.[10]
- Cerastium cuchumatanense D.A.Good: Sie kommt in Zentralamerika vor.[10]
- Cerastium daghestanicum Schischk.
- Cerastium danguyi J.F.Macbr.: Sie kommt in Kolumbien, Ecuador, Peru sowie Bolivien vor.[10]
- Cerastium davuricum Fisch. (Syn.: Cerastium dahuricum Spreng.)
- Cerastium decalvans Schloss. & Vuk.: Sie kommt nur auf der Balkanhalbinsel und auf Inseln der Ägäis vor.[9]
- Cerastium deschatresii Greuter, N.Böhling & R.L.Jahn:[13] Diese kleistogame Art kommt nur auf Kreta vor.[13]
- Cerastium dichotomum L.: Sie kommt in Spanien und Griechenland, in West- und Mittelasien sowie in Pakistan und Nordafrika vor.[8]
- Cerastium dicrotrichum Fenzl ex Rohrb.: Sie kommt im südlichen Südamerika vor.[10]
- Viermänniges Hornkraut (Cerastium diffusum Pers.)
- Dinarisches Hornkraut[14] (Cerastium dinaricum Beck & Szyszylł.): Sie kommt nur in Slowenien, Kroatien und Albanien vor.[9]
- Cerastium dominici Favarger
- Klebriges Hornkraut (Cerastium dubium (Bast.) Guépin)
- Wolliges Hornkraut (Cerastium eriophorum Kit.)
- Cerastium fastigiatum Greene:[10] Sie kommt in Arizona und in New Mexico in Höhenlagen von 1900 bis 3000 Metern vor.[2]
- Cerastium fischerianum Ser.:[10] Sie kommt in Asien, in Alaska und in British Columbia vor.[2]
- Cerastium floccosum Benth.: Sie kommt in Kolumbien, Ecuador sowie Peru vor.[10]
- Quellen-Hornkraut (Cerastium fontanum Baumg.): Es gibt etwa vier Unterarten:
  - Cerastium fontanum subsp. grandiflorum H.Hara (Syn.: Cerastium grandiflorum D.Don non Waldst. & Kit., Cerastium nepalense Wall., Cerastium nipaulense Wall. ex G.Don): Sie kommt in Nepal und in Tibet vor.[1]
  - Cerastium fontanum Baumg. subsp. fontanum (Syn.: Cerastium caespitosum subsp. alpinum (Mert. & W.D.J.Koch) Bech., Cerastium longirostre Wich., Cerastium triviale var. alpinum Mert. & W.D.J.Koch, Cerastium vulgatum var. alpestre Hartm., Cerastium vulgatum subsp. alpinum (Mert. & W.D.J.Koch) Hartm., Cerastium vulgatum var. anomalum Hartm., Cerastium vulgatum var. filiforme Hartm., Cerastium vulgatum var. viscidum Hartm.): Sie kommt in Grönland, Nordeuropa und in Gebirgen Mittel- bis südlichen Mitteleuropas sowie Marokkos vor.[9]
  - Großfrüchtiges Hornkraut (Cerastium fontanum subsp. lucorum (Schur) Soó, Syn.: Cerastium lucorum (Schur) Möschl, Cerastium glanduliferum var. lucorum Schur, Cerastium glanduliferum Schur, Cerastium fontanum subsp. schurii Borza, Cerastium vulgatum subsp. lucorum (Schur) Soó): Sie kommt von West- über Mittel- bis Süd- und Osteuropa vor.[9]
  - Cerastium fontanum subsp. membranaceum (Edgew. & Hook. f.) M.Sharma
  - Gewöhnliches Hornkraut (Cerastium fontanum subsp. vulgare (Hartm.) Greuter & Burdet, Syn.: Cerastium holosteoides Fries, Cerastium caespitosum Gilib. ex Asch., Cerastium fontanum subsp. triviale (Spenn.) Jalas, Cerastium triviale Link, Cerastium vulgare Hartm., Cerastium vulgatum auct.)[9]
- Cerastium fragillimum Boiss.: Sie kommt nur in Vorderasien von den Inseln der östlichen Ägäis bis Syrien und dem Iran vor.[9]
- Cerastium gibraltaricum Boiss.: Sie kommt in Südspanien, Marokko, Algerien, Sardinien und Korsika vor.[9]
- Knäuel-Hornkraut (Cerastium glomeratum Thuill., Syn.: Cerastium viscosum auct.): Es kommt in weiten Teilen Europas, auf Madeira, in Nordafrika, auf der Arabischen Halbinsel, in Westasien, im Kaukasusraum, in Turkmenistan und auf dem Indischen Subkontinent natürlich vor. In vielen Gebieten der Welt ist es eine invasive Pflanze.[8]
- Cerastium gnaphalodes Fenzl: Sie kommt von der östlichen Türkei bis zum nordwestlichen Iran vor.[9]
- Cerastium gorodkovianum Schischk.[9]
- Cerastium gracile Dufour
- Großblütiges Hornkraut (Cerastium grandiflorum Waldst. & Kit.): Sie kommt auf der westlichen Balkanhalbinsel von den Südalpen bis Albanien vor.[15][12]
- Cerastium granulatum (Huter, Porta & Rigo) Chiov.: Sie kommt nur in Italien vor.[9]
- Cerastium guatemalense Standl.: Sie kommt von Mexiko bis Zentralamerika vor.[10]
- Cerastium haussknechtii Boiss.: Sie kommt nur in Anatolien vor.[9]
- Cerastium hekuravense Jáv.: Dieser Endemit kommt nur im Prokletije im nördlichen Albanien vor.[16]
- Cerastium hemschinicum Schischk.[9]
- Cerastium hieronymi Pax: Sie kommt im südlichen Südamerika vor.[10]
- Cerastium hintoniorum B.L.Turner: Sie kommt in Mexiko vor.[10]
- Cerastium holosteum Hornem.
- Cerastium humifusum Cambess.: Sie kommt in Bolivien, Peru sowie im südlichen Südamerika vor.[10]
- Cerastium imbricatum Kunth: Sie kommt in Kolumbien, Ecuador, Peru sowie Bolivien vor.[10]
- Cerastium illyricum Ard.: Sie kommt nur in Nordmazedonien, Griechenland, auf Inseln der östlichen Ägäis und auf Zypern vor.[9]
- Cerastium inflatum Link ex Boiss.[9]
- Julisches Hornkraut (Cerastium julicum Schellmann): Dieser Endemit der Julischen Alpen, der Steiner Alpen und der östlichen Karawanken gedeiht auf Kalkschutt und Kalkfelsen.[17]
- Cerastium junceum Möschl: Sie kommt von Bolivien bis zum südlichen Südamerika vor.[10]
- Cerastium juniperorum Standl. & Steyerm.: Sie kommt in Zentralamerika vor.[10]
- Cerastium kasbek Parrot[9]
- Cerastium kotschyi Boiss.[9]
- Cerastium kunthii Briq.: Sie kommt in Zentralamerika vor.[10]
- Cerastium lanceolatum (Poir.) Volponi: Sie kommt im südlichen Südamerika vor.[10]
- Breitblättriges Hornkraut (Cerastium latifolium L.)
- Cerastium lazicum Boiss.: Dieser Endemit kommt nur in Anatolien vor.[9]
- Ligurisches Hornkraut (Cerastium ligusticum Viv.)
- Piemonteser Hornkraut (Cerastium lineare All.): Es kommt nur in kleinen Gebieten in Frankreich und Italien vor.[9]
- Cerastium longifolium Willd.[9]
- Cerastium macranthum Boiss.: Dieser Endemit kommt nur in Anatolien vor.[9]
- Cerastium madrense S.Watson: Sie kommt in Mexiko vor.[10]
- Cerastium maximum L.: Sie kommt im nordwestlichen arktischen Nordamerika,[10] im asiatischen Teil Russlands und im chinesischen Xinjiang vor.[2][1]
- Cerastium meridense Linden & Planch.: Sie kommt in Kolumbien sowie Venezuela vor.[10]
- Cerastium microspermum C.A.Mey.
- Cerastium moesiacum Friv.: Sie kommt nur auf der Balkanhalbinsel und auf den ostägäischen Inseln vor.[9]
- Cerastium mollissimum Poir.: Sie kommt in Kolumbien, Ecuador, Bolivien, Peru sowie im südlichen Südamerika vor.[10]
- Cerastium mucronatum Wedd.: Sie kommt in Bolivien, Peru sowie im südlichen Südamerika vor.[10]
- Cerastium multiflorum C.A.Mey. (Syn.: Cerastium salatavicum Rupr.)
- Cerastium nanum Muschl.: Sie kommt in Peru vor.[10]
- Cerastium nemorale M.Bieb.[9]
- Cerastium nigrescens (H. C. Watson) H. C. Watson[9]
- Cerastium nutans Rafin.: Sie in Kanada, in den Vereinigten Staaten und in Mexiko weitverbreitet.[2][10]
- Cerastium odessanum Klokov[9]
- Cerastium oreades Schischk.[9]
- Cerastium parvum (Pedersen) M.T.Sharples & E.A.Tripp: Diese Neukombination erfolgte 2019. Die Art ist in Südamerika verbreitet.[10]
- Cerastium pauciflorum Steven ex Ser.[9]
- Cerastium pedunculare Bory & Chaub.: Sie kommt in Griechenland vor.[9]
- Langstieliges Hornkraut (Cerastium pedunculatum Gaudin): Es kommt nur in den Alpen von Frankreich, der Schweiz, Italien und Österreich vor.[9]
- Cerastium perfoliatum L.[9]
- Cerastium peruvianum Muschl.: Sie kommt in Bolivien sowie Peru vor.[10]
- Cerastium pisidicum Ayasligil & Kit Tan: Dieser Endemit kommt nur in Anatolien vor.[9]
- Cerastium polymorphum Rupr.[9]
- Cerastium ponticum Albov[9]
- Cerastium pseudo-kasbek Vysokoostrovskaja[9]
- Cerastium pumilum Curtis: Es gibt die Unterarten:
  - Bleiches Hornkraut (Cerastium pumilum subsp. glutinosum (Fr.) Jalas, Syn.: Cerastium glutinosum Fries)
  - Dunkles Hornkraut (Cerastium pumilum Curtis subsp. pumilum)
- Cerastium purpurascens Adams[9]
- Cerastium purpusii Greenm.: Sie kommt in Mexiko vor.[10]
- Cerastium pusillum Ser.: Sie kommt in Ost- und Westsibirien sowie in Zentralasien südwärts bis Nordpakistan vor.[18]
- Cerastium pyrenaicum J.Gay: Sie kommt nur in den Pyrenäen (Spanien und Frankreich) vor.[9]
- Cerastium qingliangfengicum H.W.Zhang & X.F.Jin: Sie wurde 2008 erstbeschrieben und bisher nur in Höhenlagen von etwa 500 Metern nur in der chinesischen Provinz Zhejiang gefunden.[1]
- Cerastium racemosum Bartl.: Sie kommt in Venezuela vor.[10]
- Cerastium ramigerum Bartl.: Sie kommt in Mexiko vor.[10]
- Cerastium rectum Friv.: Sie kommt nur auf der Balkanhalbinsel vor.[9]
- Cerastium regelii Ostenf.: Sie gedeiht in subarktischen Gebieten in weiten Teilen der Nordhalbkugel.[10]
- Cerastium rivulare Cambess.: Sie kommt von Bolivien bis ins südliche Südamerika vor.[10]
- Cerastium rivulariastrum Möschl & Pedersen: Sie kommt von Bolivien bis ins südliche Südamerika vor.[10]
- Cerastium ruderale M.Bieb.: Sie kommt nur im Kaukasusraum vor.[9]
- Cerastium runemarkii Möschl & Rech. f.: Es ist ein Endemit der griechischen Inseln Naxos und Euböa.[19]
- Cerastium saccardoanum Diratz.: Dieser Endemit kommt nur in Anatolien vor.[9]
- Cerastium salatavicum Rupr.[9]
- Cerastium scaposum Boiss. & Heldr.: Die zwei Unterarten kommen nur auf Kreta vor.[9]
  - Cerastium scaposum subsp. peninsularum Greuter, N.Böhling & R.L.Jahn[13]
  - Cerastium scaposum Boiss. & Heldr. subsp. scaposum[13]
- Cerastium scaranii Ten.: Sie kommt nur in Italien und Sizilien vor.[9]
- Cerastium schischkinii Grossh.[9]
- Cerastium selloi Schltdl. ex Rohrb.: Sie kommt in Uruguay vor.[10]
- Sand-Hornkraut (Cerastium semidecandrum L.)
- Cerastium siculum Guss.: Sie kommt nur in Südeuropa und Nordafrika vor.[9]
- Cerastium sinaloense D.A.Good: Sie kommt in Mexiko vor.[10]
- Cerastium smolikanum Hartvig: Sie kommt nur in Griechenland vor.[9]
- Cerastium soleirolii Duby: Sie kommt nur in Italien und Korsika vor.[9]
- Cerastium soratense Rohrb.: Sie kommt in Bolivien, Peru sowie im südlichen Südamerika vor.[10]
- Cerastium sosnowskyi Schischk.[9]
- Cerastium subpilosum Hayata (Syn.: Arenaria subpilosa (Hayata) Ohwi, Cerastium taiwanense T.S.Liu): Dieser Endemit gedeiht im Gebirge in Höhenlagen von 300 bis 3900 Metern nur im zentralen Taiwan.[1]
- Isonzo-Hornkraut (Cerastium subtriflorum (Rchb.) Pacher): Es kommt nur in Italien und Slowenien vor.[9]
- Cerastium svanicum Charadze[9]
- Cerastium sventenii Jalas: Sie kommt nur auf den Kanaren vor.[9]
- Wald-Hornkraut (Cerastium sylvaticum Waldst. & Kit.): Es kommt nur im östlichen und südlichen Mitteleuropa, in Südeuropa und Osteuropa vor[20]
- Cerastium szechuense F.N.Williams: Sie gedeiht an grasbedeckten Berghängen in Höhenlagen von 2100 bis 3500 Metern nur im nördlichen sowie westlichen Teil der chinesischen Provinz Sichuan.[1]
- Cerastium szowitsii Boiss.: Sie kommt nur im Kaukasusraum vor.[9]
- Cerastium takasagomontanum Masamune (Syn.: Arenaria takasagomontana (Masamune) S.S.Ying, Cerastium subpilosum var. takasagomontanum (Masamune) S.S.Ying): Dieser Endemit gedeiht auf Berghängen sowie Felsen in Höhenlagen von 2500 bis 3400 Metern nur im zentralen Taiwan.[1]
- Cerastium tatrae Borbás: Sie kommt nur in den westlichen Karpaten vor.
- Cerastium terrae-novae Fernald & Wiegand: Sie kommt nur in Neufundland und Labrador vor.[10][2]
- Cerastium texanum Britton: Sie kommt in Arizona, in New Mexico und in Mexiko aber nicht in Texas vor.[10][2]
- Cerastium theophrasti Merxm. & Strid: Sie ist ein Endemit des Olymp in Griechenland.[21]
- Cerastium thomasii (Montel.) Ten.: Sie kommt nur in Italien vor.[9]
- Cerastium thomsonii Hook. f.: Sie kommt in Afghanistan, Pakistan und im westlichen Himalaya vor.[18]
- Cerastium tolucense D.A.Good: Sie kommt in Mexiko vor.[10]
- Filziges Hornkraut (Cerastium tomentosum L.): Die Heimat ist Italien und Sizilien. Es wird weltweit kultiviert und ist in vielen Gebieten ein Neophyt.[8]
- Cerastium transsilvanicum Schur: Sie kommt nur in Rumänien vor.[22]
- Cerastium trianae Briq.: Sie kommt in Venezuela, Kolumbien sowie Peru vor.[10]
- Cerastium trichocalyx Muschl.: Sie kommt in Peru vor.[10]
- Cerastium tucumanense Pax: Sie kommt in Bolivien, Peru sowie im südlichen Südamerika vor.[10]
- Cerastium undulatifolium Sommier & Levier: Sie kommt nur im Kaukasusraum vor.[9]
- Einblütiges Hornkraut (Cerastium uniflorum Clairv.)
- Cerastium vagans Lowe: Sie kommt auf den Azoren und auf Madeira vor.[9]
- Cerastium velutinum Rafin.: Sie kommt im östlichen Nordamerika vor.[2][10]
- Cerastium venezuelanum Briq.: Sie kommt in Venezuela vor.[10]
- Cerastium verecundum Ravenna: Sie kommt im südlichen Südamerika vor.[10]
- Cerastium verticifolium R.L.Dang & X.M.Pi: Sie gedeiht in Bergtälern in Höhenlagen von 1800 bis 2000 Metern nur im Autonomen Gebiet Xinjiang.[1]
- Cerastium viride A.Heller: Sie kommt in Oregon und in Kalifornien vor.[2][10]
- Cerastium vourinense Möschl & Rech. f.: Sie kommt nur in Griechenland vor.[9]
- Cerastium vulcanicum Schltdl.: Sie kommt von Mexiko bis Zentralamerika vor.[10]
- Cerastium wilhelmianum Sklenář: Sie wurde 2008 aus Ecuador erstbeschrieben.[10]
- Cerastium wilsonii Takeda: Sie gedeiht an Waldrändern und Berghängen in Höhenlagen von 1100 bis 2000 Metern in den chinesischen Provinzen Anhui, Gansu, Henan, Hubei, südlichen Shaanxi, Sichuan sowie Yunnan.[1]

## Nutzung
Als Steingartenpflanzen und Bodendecker finden vor allem Filziges Hornkraut (Cerastium tomentosum), aber auch Bieberstein-Hornkraut (Cerastium biebersteinii), Reinweißes Hornkraut (Cerastium candidissimum), Acker-Hornkraut (Cerastium arvense) und Großblütiges Hornkraut (Cerastium grandiflorum) Verwendung.